# Long bob

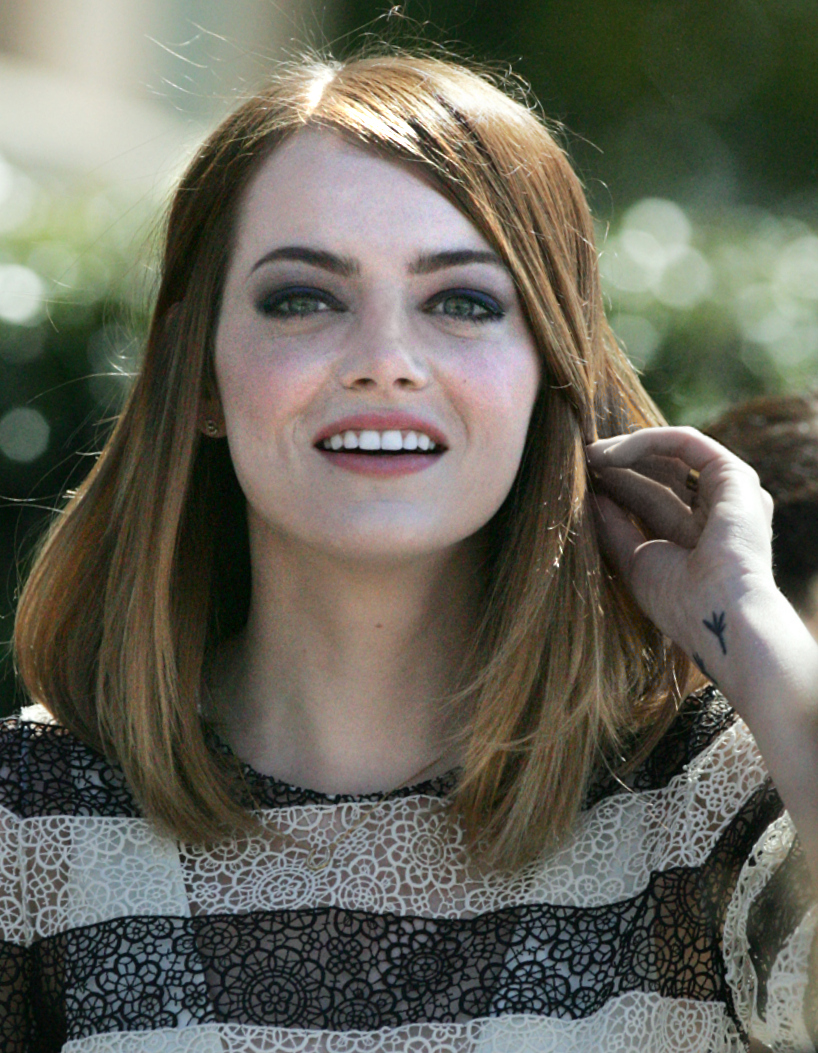
Emma Stone z fryzurą long bob

Long bob, długi bob, (ang. lob) – jedna z najpopularniejszych wersji klasycznej fryzury bob. Long bob popularność zyskał w latach 60. XX wieku. W odróżnieniu od podstawowej wersji strzyżenia, gdzie włosy sięgają lekko poniżej linii szczęki, długość przednich włosów w long bobie sięga do ramion, a nawet łopatek. Long bob wizualnie wysmukla twarz i łagodzi rysy.  

## Rodzaje long boba
Istnieje wiele odmian długiego boba (loba). Najpopularniejsze z nich to falowany bob, grunge bob i choppy bob, które nadają włosom dodatkowej objętości. Fryzura może także być noszona z grzywką. W przypadku long boba grzywka najczęściej jest to grzywka prosta (tzw. tępa grzywka) lub curtain bangs (pasma włosów rozchodzą się jak kurtyna). 
Fryzurę long bob noszą takie gwiazdy jak Reese Witherspoon, Natalie Portman, Mila Kunis, Zendaya, Sandra Bullock. 